# Andrew V. McLaglen
Andrew Victor McLaglen (Londra, 28 luglio 1920 – Friday Harbor, 30 agosto 2014) è stato un regista e produttore cinematografico britannico naturalizzato statunitense.

## Biografia
Figlio dell'attore britannico Victor McLaglen (che vinse un Oscar nel 1936 per Il traditore di John Ford) e di Enid Lamont, Andrew McLaglen crebbe nell'ambiente del cinema, frequentato da importanti registi e attori, e avvicinandosi gradualmente alla professione come aiuto regista: la sua prima partecipazione fu sul set di Un uomo tranquillo (1952) di John Ford.
Dopo molte esperienze come secondo regista, diresse il suo primo film nel 1956, il western Il vendicatore dell'Arizona. La sua produzione tra gli anni cinquanta e sessanta proseguì in televisione, dove diresse moltissimi episodi di serie televisive, in particolare 115 episodi di Have Gun - Will Travel (1957-1963) e 96 episodi di Gunsmoke (1956-1965), che lo resero in entrambi i casi il regista più prolifico delle famose serie.
Tornato sul grande schermo nei primi anni sessanta, oltre a continuare a dirigere film western, in cui era ormai uno specialista del genere, iniziò una fortunata produzione di film di guerra e d'avventura che culminò con I 4 dell'Oca selvaggia (1978), e L'oca selvaggia colpisce ancora (1980). Diresse John Wayne in cinque film interpretati dal celebre attore: McLintock! (1963), Uomini d'amianto contro l'inferno (1968), I due invincibili (1969), Chisum (1970) e La stella di latta (1973).

## Vita privata
Fu sposato dal 1946 al 1958 con l'attrice Veda Ann Borg, da cui ebbe un figlio, Andrew Victor McLaglen II, nato nel 1954 e morto nel 2006.

## Filmografia

### Cinema
- Il vendicatore dell'Arizona (Gun The Man Down) (1956)
- La camera blindata (Man in the Vault) (1956)
- The Abductors (1957) - firmato come Andrew McLaglen
- Freckles (1960)
- The Little Shepherd of Kingdom Come (1961)
- McLintock (McLintock!) (1963)
- Shenandoah - La valle dell'onore (Shenandoah) (1965)
- Rancho Bravo (1966)
- Scimmie, tornatevene a casa (Monkeys, Go Home!) (1967)
- La via del West (The Way West) (1967)
- La donna del West (The Ballad of Josie) (1967)
- La brigata del diavolo (The Devil's Brigade) (1968)
- Bandolero! (1968)
- Uomini d'amianto contro l'inferno (Hellfighters) (1968)
- I due invincibili (The Undefeated) (1969)
- Chisum (1970)
- Uno spaccone chiamato Hark (One More Train to Rob) (1971)
- L'uomo dinamite (Fools' Parade) (1971)
- Ti combino qualcosa di grosso (Smething Big) (1971)
- La stella di latta (Cahill U.S. Marshal) (1973)
- Uccidete Mister Mitchell (Mitchell) (1975)
- Gli ultimi giganti (The Last Hard Men) (1976)
- I 4 dell'Oca selvaggia (The Wild Geese) (1978)
- Breakthrough, specchio per le allodole (Steiner - Das Eiserne Kreuz, 2. Teil) (1979)
- Attacco: piattaforma Jennifer (North Sea Hijack) (1980)
- L'oca selvaggia colpisce ancora (The Sea Wolves) (1980)
- Sahara (1983)
- Il ritorno dal fiume Kwai (Return from the River Kwai) (1989)
- Eye of the Widow (1991)

### Televisione
- The Lineup – serie TV, 6 episodi (1957-1958)
- Hotel de Paree – serie TV, 3 episodi (1960)
- Perry Mason – serie TV, 7 episodi (1958-1960)
- Gunslinger – serie TV, 5 episodi (1961)
- Everglades – serie TV, 1 episodio (1961)
- Gli uomini della prateria (Rawhide) – serie TV, 6 episodi (1959-1962)
- Have Gun - Will Travel – serie TV, 116 episodi (1957-1963)
- The Travels of Jaimie McPheeters – serie TV, 1 episodio (1963)
- Il virginiano (The Virginian) – serie TV, 1 episodio (1964)
- The Lieutenant – serie TV, 4 episodi (1963-1964)
- Gunsmoke – serie TV, 96 episodi (1956-1965)
- Carovane verso il West (Wagon Train) – serie TV, 1 episodio (1965)
- Banacek – serie TV, 2 episodi (1973-1974)
- Hec Ramsey – serie TV, 1 episodio (1974)
- Amy Prentiss – serie TV, 1 episodio (1974)
- La perla nera (The Log of the Black Pearl) – film TV (1975)
- Stowaway to the Moon – film TV (1975)
- Banjo Hackett: Roamin' Free – film TV (1976)
- Royce – film TV (1976)
- Codice R (Code R) – serie TV, 1 episodio (1977)
- The Fantastic Journey – serie TV, 1 episodio (1977)
- Assassinio allo stadio (Murder at the World Series) – film TV (1977)
- Nashville 99 – serie TV, 1 episodio (1977)
- Trail of Danger – film TV (1978)
- Disneyland – serie TV, 5 episodi (1970-1978)
- Ombre a cavallo (The Shadow Riders) – film TV (1982)
- Il grigio e il blu (The Blue and the Gray) – miniserie TV, 3 episodi (1982)
- Il mare vuoto (Travis McGee) – film TV (1983)
- Quella sporca dozzina II (The Dirty Dozen: Next Mission) – film TV (1985)
- Sulle ali delle aquile (On Wings of Eagles) – miniserie TV, 2 episodi (1986)